# Пепсиноген
Пепсиноге́н — профермент, зимоген пепсина. Молекулярная масса пепсиногена составляет примерно 40,4 кДа.
Пепсиноген — функционально неактивная проформа пепсина, отличающаяся от пепсина наличием 44 дополнительных аминокислот.
Пепсиноген продуцируется главными клетками фундальных желёз желудка и активируется соляной кислотой, которую выделяют париетальные клетки желудка. Уровень секреции пепсиногенов в просвет желудка определяется массой главных клеток желудка и контролируется гормоном гастрином. Главные клетки слизистой оболочки желудка также являются своеобразным хранилищем, где пепсиногены накапливаются до начала процесса пищеварения.

## Изоформы пепсиногена
Существует два основных пепсиногена человека: пепсиноген I и пепсиноген II, имеющие разную молекулярную структуру и разные иммунологические свойства.
Пепсиноген I (PGI) секретируется только главными и слизистыми шеечными клетками слизистой тела и дна желудка.
Пепсиноген II (PGII) секретируется железами всего желудка и бруннеровыми железами двенадцатиперстной кишки.
Идентифицированы семь изоформ пепсиногена человека: пять составляют группу пепсиногена I (обозначаются как пепсиноген 1 - пепсиноген 5) два составляют группу пепсиногена II (пепсиноген 6 - пепсиноген 7) и найдены в других железах. Эти изоформы различаются молекулярной массой, электрофоретической подвижностью.
Пепсиноген II составляет всего 30 % от общего содержания пепсиногенов в слизистой оболочке желудка, при этом его вклад в общую протеолитическую активность почти эквивалентен пепсиногену I.
Кроме пепсиногенов I и II, слизистая оболочка человека содержит третий иммунохимически отличаемый пепсиноген, на долю которого приходится менее 5 % протеолитической активности.
Существует иная терминология, когда разные изоформы называются пепсиноген А, В и С.

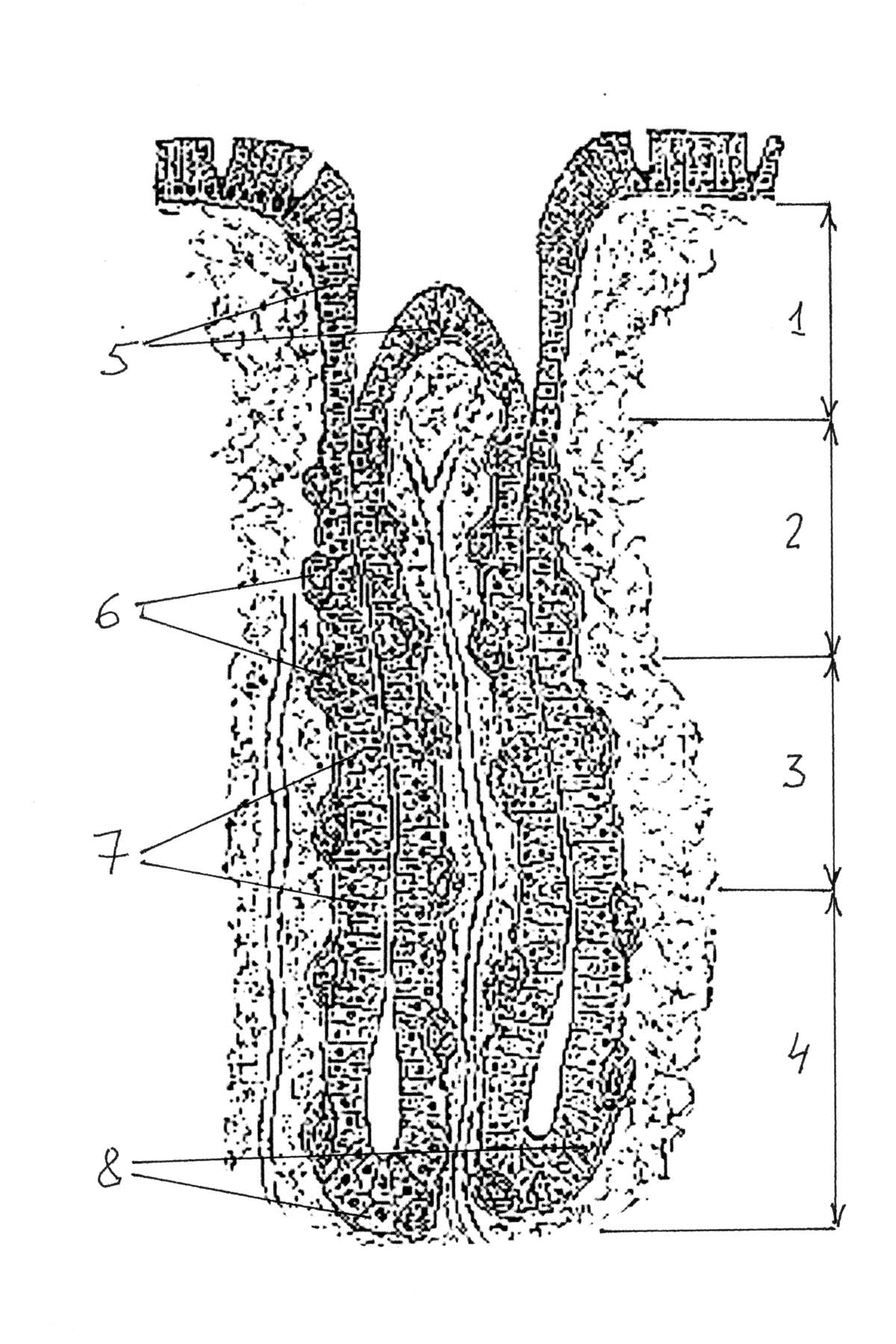
Фундальные железы. Зоны железы: 1 — желудочная ямка, 2 — перешеек, 3 — шейка, 4 — основание и тело. Клетки: 5 — поверхностные слизистые, 6 — париетальные, 7 — слизистые, 8 - главные (продуцирующие пепсиноген)

На сегодняшний день нет доказательств, что одна изоформа пепсиногена является проформой конкретного изопепсина и наоборот.

### Изоформы пепсиногена, как источник информации о состоянии слизистой оболочки желудка
Пепсиноген I и пепсиноген II обнаруживается в сыворотке крови, но с мочой в норме выделяется только пепсиноген I. Установлено, что объёмы и соотношения пепсиногенов I и II в сыворотке крови коррелировано с состоянием слизистой оболочки и может быть использовано при диагностике некоторых заболеваний желудочно-кишечного тракта.
Объём пепсиногена I коррелирован с количеством главных клеток, поэтому уровень пепсиногена I в сыворотке крови менее 25 мкг/л свидетельствует об атрофических изменениях в теле желудка и позволяет предположить наличие атрофического гастрита. Высокий уровень пепсиногена I наблюдается не только при повышенной секреции желудочного сока и сопутствующего увеличения массы стенки желудка, но и при синдроме Золлингера-Эллисона, язвы двенадцатиперстной кишки (30-50 % больных), остром гастрите. Высокий уровень пепсиногена II является фактором риска язвы желудка.
Соотношение пепсиногена I к пепсиногену II в сыворотке крови менее 2,5 свидетельствует о выраженных атрофических изменениях в теле желудка и повышенном риске развития рака желудка.

## Внешние ссылки и источники
- Коротько Г. Ф. Желудочное пищеварение. Краснодар, 2007, — 256 с. ISBN 5-93730-003-3.
- Коротько Г. Ф. Желудочное пищеварение в технологическом ракурсе. — Кубанский научный медицинский вестник. 2006, № 7-8 (88-89), с. 17-22.
- Кислотозависимые состояния у детей. Под редакцией академика РАМН В. А. Таболина. М., 1999, 120 с.